# Unije (wyspa)

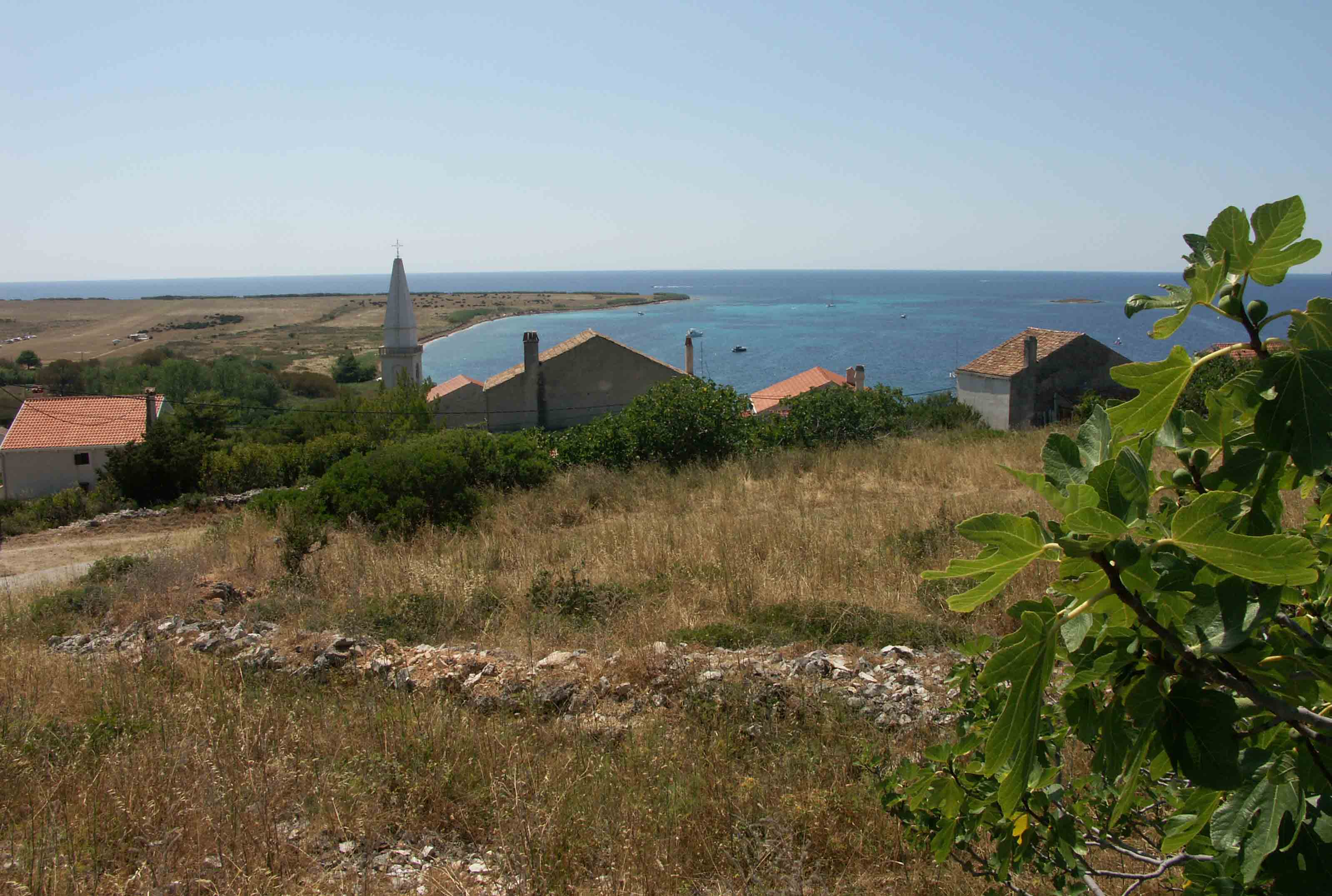
Unije

Unije (wł. Unie, niem. Niä) – chorwacka wyspa na Adriatyku, leżąca na zachód od wyspy Lošinj (oddzielona od niej kanałem Unijskim), na północ od wyspy Susak. Jej powierzchnia wynosi 16,88 km² a długość linii brzegowej 38,06 km. Najwyższe wzniesienie na Unije to Kalk (132 m n.p.m.). Zamieszkana od czasów starożytnych. Jedyna miejscowość na wyspie nosi tę samą nazwę.